# DeA Kids
DeA Kids è un canale televisivo solo a pagamento prodotto dalla De Agostini. È disponibile sulla piattaforma televisiva Sky, al canale 601, dal 1º ottobre 2008.

## Storia
Ha iniziato le sue trasmissioni il 1º ottobre 2008, su una frequenza satellitare codificata in VideoGuard, visibile esclusivamente a pagamento sulla piattaforma Sky al canale 601.
Dal 10 novembre 2008 è disponibile la versione timeshift DeA Kids +1 sul canale, 602 di Sky.
Dal 29 novembre 2012 il canale diventa disponibile su Sky Go e su Now TV.
Dal 1º aprile 2016 il canale passa, al formato panoramico 16:9.
Lo speaker ufficiale del canale è il doppiatore Jacopo Calatroni, dal 2016.
Dal 5 settembre 2022 DeA Kids rinnova il logo di rete e la grafica.
Dal 30 novembre 2023 DeA Kids passa in alta definizione sulla piattaforma streaming Now e sulla piattaforma satellitare di Sky Italia al canale 601, mentre la versione timeshift +1 del canale rimane in risoluzione standard.

## Palinsesto
Il palinsesto di DeA Kids comprende sia prodotti di acquisizione (animazione e live action) che produzioni originali:

### Programmi in onda[2]
- A tutto reality
- A tutto reality: le origini
- Best of Anna & Vivien
- Boy Girl Dog Cat Mouse Cheese
- H2O
- Il barbiere pasticciere
- L'officina dei mostri
- Marta & Eva
- Pippi Calzelunghe
- Puffins
- Robin Hood - Alla conquista di Sherwood
- Street of magic
- Talent High School - Il sogno di Sofia
- Tara Duncan
- Trolls: TrollsTopia
- Unlockdown
- Zig & Sharko
- Hilda

### Programmi non più in onda
- 6teen
- Almost Never
- Anastasia love dance
- Angelina ballerina
- Animal Crackers
- Anna dai capelli rossi
- Atchoo!
- Barbie
- Belle e Sébastien
- Braccio di Ferro
- Carl²
- Carletto il principe dei mostri
- Cupcake & Dino: I Tuttofare
- Dalila & Julius
- Darcy
- Diari Kids
- Dinotrux
- Dov'è finita Carmen Sandiego?
- Egyxos
- Fragolina Dolcecuore
- Freestyle - Tutta un'altra stanza!
- Garfield e i suoi amici
- Geronimo Stilton
- Heidi
- Home - Le avventure di Tip e Oh
- I Croods - Le origini
- I Dalton
- Il giro del mondo di Willy Fog
- Il treno dei dinosauri
- Il Tulipano Nero
- Io, Elvis Riboldi
- Justice League Unlimited [3]
- Kaeloo
- Kally's Mashup
- Karin piccola dea
- Kitty non è un Gatto
- L'ape Maia
- L'incantevole Creamy
- L'uccellino azzurro
- La famiglia Gionni
- La principessa Zaffiro
- Le avventure del gatto con gli stivali
- Le cose che... nessuno ha il coraggio di dirti prima dei 10 anni
- Le epiche avventure di Capitan Mutanda
- Le fantastiche avventure di Moka
- Le nuove avventure di Peter Pan
- Lola e Virginia
- LoliRock
- Madeline
- Magica DoReMi
- Mako Mermaids
- Mamma, Jamie ha i tentacoli!
- Masha e Orso
- Mega Mindy
- M.I. High - Scuola di spie
- Missione cuccioli
- Miss Moon
- Molly of Denali
- Mon Cicci
- Mr. Magoo
- Mr. Peabody & Sherman Show
- New School
- Oggy e i maledetti scarafaggi
- Oggy e i maledetti scarafaggi: Next Generation
- Piccole donne
- Popples
- Ransie la strega
- Re Babar
- Robbie ragazzo spaziale
- Rudy On Tour - Vacanze su Marte
- Sherlock Holmes - Indagini dal futuro
- Spirit: Avventure in libertà
- Style Bus - Stilista per un Giorno
- Teletubbies
- The Amazing Spiez!
- The Band
- Time Warp Trio
- Trolls - La festa continua!
- Turbo FAST
- Tutti pazzi per Re Julien
- Un pizzico di magia
- Verdi a modo mio
- Viky TV
- Winx Club
- Wordgirl
- X-Men: Evolution
- Z-Girls
- Zak Storm

## Sito web
Il sito di DeA Kids è un'area protetta riservata ai minorenni: gli utenti al di sopra dei 18 anni non possono iscriversi e l'intera struttura della comunità virtuale è studiata in modo tale da garantire la sicurezza (attraverso l'approvazione del genitore per l'iscrizione al sito) e il rispetto della privacy dei piccoli utenti.
Il sito è stato premiato dall'Internet Key Award 2008 per l'ampia scelta e l'eccellente qualità messe a disposizione degli utenti al momento della personalizzazione degli avatar.

## Loghi

1º ottobre 2008 - 18 novembre 2013
18 novembre 2013 - 15 ottobre 2017
15 ottobre 2017 - 5 settembre 2022
In uso dal 5 settembre 2022

## Mascotte
Dal 2017 al 2022 DeA Kids ha avuto quattro mascotte dette Bonji ed erano:
- Svitato, il Bonji arancione.
- Sognatore, il Bonji viola.
- Avventuroso, il Bonji blu.
- Dispettoso, il Bonji nero.